# Майликоль
Майлико́ль (каз. Майлыкөл) — село у складі Сарисуського району Жамбильської області Казахстану. Входить до складу Тогизкентського сільського округу.
У радянські часи село називалось Ферма 4-а совхоза Тогускенський.
Населення — 108 осіб (2021; 436 у 2009, 746 у 1999, 229 у 1989).